# Aulactinia capitata
Aulactinia capitata is een zeeanemonensoort uit de familie Actiniidae. De anemoon komt uit het geslacht Aulactinia. Aulactinia capitata werd in 1864 voor het eerst wetenschappelijk beschreven door Verrill. 